# Thulani Maseko
Thulani Rudolf Maseko (né le 1er mars 1970, mort le 21 janvier 2023) est un avocat et militant eswatinien des droits de l'homme qui a lancé un recours en justice contre le roi Mswati III en 2018 et a été assassiné.

## Jeunesse et éducation
Thulani Maseko est né à Luhleko, près de Bhunya dans la région de Manzini en Eswatini, le 1er mars 1970. Il fréquente l'Université du Swaziland, où il obtient une licence en droit en 1997. En 2011, il obtient une maîtrise en études juridiques internationales de la faculté de droit de l'Université américaine de Washington.

## Activisme et emprisonnement
Thulani Maseko est un défenseur de la démocratie et un avocat des droits de l’homme connu d'abord pour ses efforts visant à protéger les groupes minoritaires et les personnes expulsées de leurs foyers. En 2009, il représente le Swaziland National Ex-Miners Workers Group dans leur procès réussi contre le gouvernement pour non-respect des dispositions de la Constitution stipulant que tous les enfants swazis doivent recevoir une éducation primaire gratuite dans les trois ans suivant sa mise en œuvre.
Le 18 mars 2014, il est emprisonné pour outrage au tribunal après avoir critiqué le système judiciaire du Swaziland. En avril 2014, le secrétaire général du Mouvement démocratique uni du peuple, Mlungisi Makhanya, est arrêté pour avoir porté un t-shirt du parti protestant contre l'incarcération de Maseko et du journaliste Bheki Makhubu.
En août 2014, il écrit au président des États-Unis Barack Obama depuis sa prison, sollicitant son intervention avant le sommet des dirigeants États-Unis-Afrique de 2014. Maseko est libéré de prison le 30 juillet 2015. Il a été déclaré prisonnier d'opinion par Amnesty International.
En 2018, il lance un recours en justice contre le changement de nom du pays de Swaziland en Eswatini décidé par Mswati III.

## Mort
Thulani Maseko est assassiné à son domicile le 21 janvier 2023 à Luhleko. S'exprimant plus tôt le jour de l'assassinat, le roi Mswati III déclare publiquement : « Les gens ne devraient pas verser de larmes et se plaindre des mercenaires qui les tuent. Ces gens ont été les premiers à déclencher la violence ».
Il est enterré le 29 janvier 2023.

### Réactions
Après la mort de Thulani Maseko, de nombreuses organisations de défense des droits de l'homme, ainsi que le Syndicat national des métallurgistes d'Afrique du Sud, la Fédération sud-africaine des syndicats, la Law Society of South Africa, les Nations Unies, condamnent cet assassinat.
Le gouvernement d'Eswatini publie une déclaration affirmant que « la disparition de Maseko est une perte pour la nation et que ses traces en tant qu'avocat des droits de l'homme sont là pour prouver sa contribution au pays » et déclare qu'une enquête serait menée pour traduire ses assassins en justice.
Le président du Pudemo, Mlungisi Makhanya, déclare : « Il ne fait aucun doute que l'assassinat a été perpétré sur ordre du roi… L'assassinat de Thulani par le roi Mswati représente une seule et unique chose : l'assassinat de la paix. Le camarade Thulani était un homme de paix. C'était un dirigeant de principe qui s'est donné à fond dans la lutte pour les droits de l'homme et la démocratie, mais qui a toujours employé des méthodes pacifiques».
Le 23 janvier 2023, Flavia Mwangovya, directrice adjointe d’ Amnesty International pour l’Afrique de l’Est et l’Afrique australe, déclare que le meurtre de Thulani Maseko est « un rappel effrayant » que ceux qui appellent à des réformes politiques en Eswatini ne sont pas en sécurité. Amnesty exige une enquête « efficace, approfondie, impartiale et transparente » sur l'assassinat afin de garantir que ceux qui l'ont perpétré soient traduits en justice. L'organisation déclare que l'enquête devrait être menée par une agence indépendante du gouvernement.
Après sa mort, l'épouse de Thulani Maseko, Tanele Maseko, mène une campagne demandant une enquête indépendante sur sa mort.